# Baumanskaja (stanice metra v Moskvě)
Baumanskaja (rusky Бауманская) je stanice moskevského metra.

## Charakter stanice
Baumanskaja je podzemní raženou, trojlodní hluboko založenou stanicí, umístěnou ve východní části Arbatsko-Pokrovské linky. Patří k těm starším stanicím; otevřena byla 18. ledna 1944 jako součást třetího již otevřeného úseku podzemní dráhy (a také třetí linky). Svůj název nese po ruském revolucionáři, Nikolaji Baumanovi, projektový zní Spartakovskaja Razguljaj, a podle plánu z roku 1992 měla být přejmenována na Elochovo.
Nástupiště stanice tvoří tři lodě (z nichž ta střední je zkrácená), spojené vzájemně prostupy. Mezi těmi jsou v centrálním tunelu umístěné bronzové sochy vojáků, dělníků a zemědělců; na jeho konci pak velká mozaika s portrétem Vladimira Lenina. Obklad podzemního prostoru tvoří bílý mramor a částečně také i červený porfyr. Výstup vychází ze střední lodi eskalátorovým tunelem do velkého povrchového vestibulu. U něj se také nachází Baumannova busta.